# Gérard Longuet
Gérard Longuet (24 de febrer de 1946 a Neuilly-sur-Seine, Hauts-de-Seine) és un polític francès conservador. Des del 27 de febrer de 2011 fins al 15 de maig de 2012 va ser ministre de Defensa francès. Anteriorment havia ocupat el ministeri d'Indústria, i el de comunicacions.

## Biografia
Quan era jove, va formar part del moviment de dreta extrema anomenat Occident. Durant la dècada de 1990 Longuet va ser president del Partit Republicà i va exercir funcions com a ministre d'Indústria, fins que va dimitir el 1994.
Abans del seu nomenament com a ministre de Defensa, va ser el líder de la UMP al Senat. Anteriorment Longuet era membre de l'Assemblea Nacional de França, Ministre i membre del Parlament Europeu.
El 2005 va ser declarat no-culpable en un judici relatiu a empreses de la construcció havien pagat diners als partits polítics a canvi de contractes.
El 2008, va comparar l'homosexualitat amb la pedofília, i va dir que les desfilades de l'orgull gai podien portar als adolescents LGBT al suïcidi. Va negar haver-ho dit, tot i haver documentació gràfica de les seves declaracions.

## Carrera política

### Funcions governamentals
- Ministre de Defensa : 2011-2012
- Ministre d'Indústria, Correus i Telecomunicacions, i Comerç Exterior: 1993-1994
- Ministre de Correus i Telecomunicacions: 1986-1988.
- Secretari d'Estat de Correus i Telecomunicacions: març-agost de 1986.

### Mandats electorals

#### Del Parlament Europeu
- Membre del Parlament Europeu : 1984-1986 (Es va convertir en ministre en 1986).

#### Senat de França
- President del Grup d'UMP al Senat de França : 2009-2011 (Es va convertir en ministre el 2011).
- Senador : 2001-2011 (Es va convertir en ministre en 2011).

#### Assemblea Nacional de França
- Membre de l'Assemblea Nacional de França per Mosa : 1978-1981 / Reelegit el 1986, però es va convertir en ministre / 1988-1993 (Es va convertir en ministre el 1993). Triat el 1978, reelegit en 1986, 1988, 1993.

#### Consell Regional
- President del Consell Regional de Lorena (regió) : 1992-2004. Reelegit el 1998.
- Conseller regional Lorena : des de 1992 fins a 2010 (renúncia). Reelegit el 1998, 2004, 2010.

#### Consell General
- Vicepresident del Consell General de Mosa : 1982-1986.
- Conseller general de Mosa : 1979-1992 / 1998-2001 (renúncia). Reelegit el 1985, 1998.

#### Consell Municipal
- Regidor de Bar-le-Duc : 1983-1989.

### Funcions polítiques
President del Partit Republicà (França) : 1990-1995.